# Farid Mammadov
Farid Mammadov (en azerí: Fərid Məmmədov) es un cantante azerí. Representó a Azerbaiyán en el Festival de Eurovisión 2013 con la canción "Hold me".

## Biografía
Mammadov nació en Bakú. Desde su infancia, ha formado parte del conjunto musical Bulbul dirigido por Aybaniz Hashimova, siendo el solista principal por un largo tiempo. Es alumno de la Universidad Estatal Azerí de Cultura y Artes. Trabaja para el Centro de Jazz de Bakú. 
En marzo de 2013, Mammadov ganó la final nacional azerí para el Festival de Eurovisión 2013 que se celebró en Malmö, Suecia. Fue el primer solista masculino que representó al país. En 2013, Farid Mammadov, ganó la preseleción, el Milli Seçim Turu 2013, con la canción "Hold Me" consiguiendo el 1º puesto, 139 puntos, de la segunda semifinal del Festival de la Canción de Eurovisión 2013. En la final, partiendo como uno de los favoritos, consiguió el 2º puesto, con 234 puntos